# Паницци, Антонио

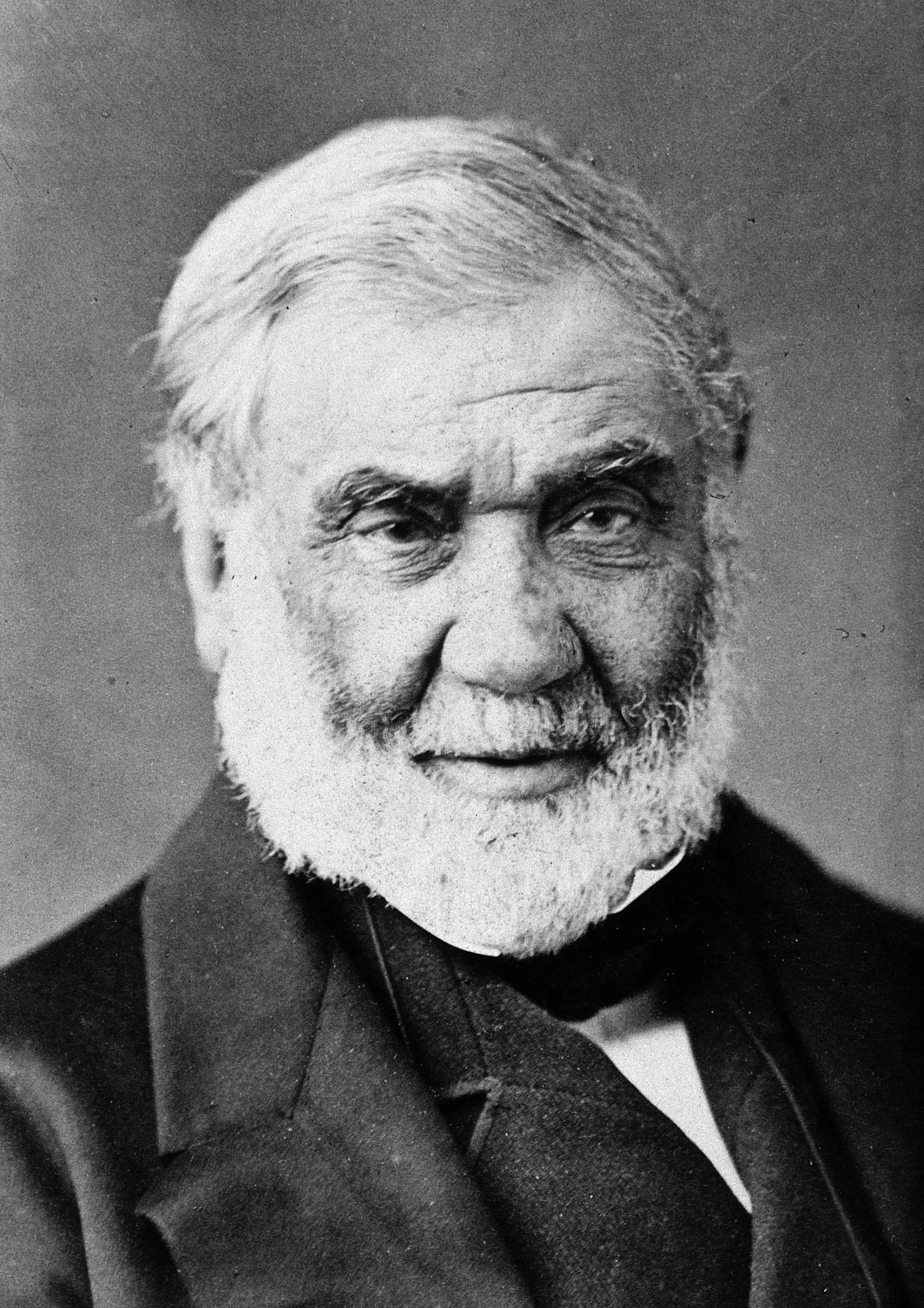
Антонио Паницци

Сэр Антонио Дженезио Мария Паницци (итал. Antonio Genesio Maria Panizzi, 16 сентября 1797 — 8 апреля 1879), библиофил и член общества карбонариев, профессор итальянского языка и литературы в Лондонском университете. Руководил Библиотекой Британского музея с 1856 по 1866 год.

## Ранние годы. Италия
Паницци родился в Брешелло в итальянской провинции Реджо-нель-Эмилия. Получил степень доктора права в Пармском университете в 1818 году. Вероятно, в Парме он вступил в одно из тайных патриотических обществ, которые боролись за объединение и независимость Италии. Паницци вернулся в Брешелло, где занимался юридической практикой, а в 1821 году стал инспектором школ города.
В 1820 году, после подавления революции в Королевстве Обеих Сицилий, герцог Модены Франческо IV начал аресты подозреваемых по сфабрикованным обвинениям. Когда в мае 1822 года был убит начальник полиции герцогства Джулио Бесини, репрессии усилились. Паницци, предупреждённый о том, что и ему угрожает арест, бежал в Швейцарию. В 1823 году он написал книгу, где осуждал преследование по политическим мотивам граждан герцогства Модена. После её публикации Паницци был заочно судим в Модене и приговорён к смертной казни, герцогство потребовало у Швейцарии выдачи Паницци.

## Эмиграция. Англия. Британская библиотека
В мае 1823 года Паницци переехал в Англию, британским подданным он стал в 1832 году. По прибытии в Лондон итальянский поэт и эмигрант Уго Фосколо дал ему рекомендательное письмо к ливерпульскому банкиру Уильяму Роскоу. Паницци переехал в этот город, где за небольшое жалованье работал преподавателем итальянского языка. В 1826 году Паницци познакомился с адвокатом и политическим деятелем Генри Броугхемом и как юрист оказал ему помощь в сложном случае. Когда Броугхэм стал лордом-канцлером, Паницци с его помощью получил место профессора итальянского языка в недавно основанном Лондонском университете, а в 1831 году должность библиотекаря в Библиотеке Британского музея. С 1837 года Паницци был руководителем отделением печатных книг, а в 1856 году стал директором библиотеки. За свои заслуги в 1869 году он был посвящён в рыцари королевой Викторией.
Библиотека Британского музея была, по сути, национальной библиотекой Соединённого Королевства во всём, кроме названия. За время пребывания Паницци в должности руководителя отделения печатных книг её фонды увеличились с 235000 до 540000 томов, таким образом, она стала крупнейшей библиотекой того времени. Знаменитый круглый читальный зал на 450 мест (ротонда) был построен по проекту архитектора Сиднея Смерка. Эскиз ротонды выполнил сам Паницци. Новый читальный зал начал работать в 1857 году. В нём в открытом доступе располагался фонд справочной литературы. Ротонду окружала «железная библиотека», отделённая от читального зала противопожарной конструкцией. Полки для книг крепились особым металлическим штифтом, впоследствии ставшим известным как «штифт Паницци».
Паницци является создателем нового каталога, основанного на «девяносто одном правиле каталогизации» (1841), которые он разработал со своими помощниками. Эти правила послужили основой для всех последующих систем каталогизации XIX и XX веков и стоят у истоков ISBD и форматов метаданных, например, Дублинского ядра. Также Паницци ратовал за соблюдение Закона об авторском праве 1842 года, который требовал от британских издателей передавать на хранение в библиотеку экземпляр каждой книги, напечатанной в Великобритании.
Будучи директором библиотеки, Паницци был втянут во многие конфликты, в том числе в длительный спор с Томасом Карлейлем. Во время работы над историей Французской революции Карлейль жаловался в прессе на ограничение доступа к незарегистрированным документам, хранившимся в Британском музее. Паницци не забыл выпада историка и, когда тот писал биографию Кромвеля и запросил разрешение на отдельную комнату для работы, отказал ему. Карлейль, несмотря на поддержку на самом высоком уровне, не смог добиться уступок от Паницци. Раздражённый историк вместе со своими сторонниками (среди которых был супруг королевы) положил начало новой библиотеке — Лондонской.

## Политическая деятельность
Паницци был личным другом премьер-министров лорда Пальмерстона и Уильяма Гладстона, вёл переписку с сардинским, а затем итальянским премьер-министром графом Кавуром, а через Проспера Мериме, был хорошо знаком с императором Наполеоном III и императрицей Евгенией. В 1844 году Паницци опубликовал статью, с осуждением распоряжения министра внутренних дел о вскрытии частных писем Джузеппе Мадзини и предоставлении их копий посольству Австрии. Паницци организовал визит Джузеппе Гарибальди в Англию, и убедил Гладстона посетить Неаполь, чтобы лично удостовериться, в каких условиях содержались там политические заключённые.